# E-1 (潜水艦)
|          |                                                                            |
| 艦歴     |                                                                            |
| 発注     |                                                                            |
| 起工     | 1909年12月22日                                                             |
| 進水     | 1911年5月27日                                                              |
| 就役     | 1912年2月14日                                                              |
| 退役     | 1921年10月20日                                                             |
| その後   | 1922年4月19日にスクラップとして売却                                        |
| 除籍     |                                                                            |
| 性能諸元 |                                                                            |
| 排水量   | 水上 287トン、水中 342トン                                                 |
| 全長     | 135 ft 3 in (41.2 m)                                                       |
| 全幅     | 14 ft 7 in (4.4 m)                                                         |
| 吃水     | 11 ft 8 in (3.6 m)                                                         |
| 機関     | ディーゼルエンジン、700 hp(520) kW、 電動モーター、600 hp(450) kW、1軸推進 |
| 最大速   | 水上 13.5ノット (25.0 km/h) 水中 11.5ノット(21.3 km/h)                     |
| 乗員     | 士官1名、兵員19名                                                          |
| 兵装     | 18インチ魚雷発射管4門                                                      |

E-1 (USS E-1, SS-24) は、アメリカ海軍の潜水艦。E級潜水艦の1番艦。当初の艦名はスキップジャック (USS Skipjack) であった。

## 艦歴
スキップジャックは1909年12月22日にマサチューセッツ州クインシーのフォアリバー造船所で起工する。1911年5月27日にD・R・バトルズ夫人によって命名、進水し、1911年11月17日に E-1 と改名、1912年2月14日に艦長チェスター・W・ニミッツ大尉の指揮下就役する。
就役の6日後、E-1 はボストンを出航しニューポートとニューヨークを経由してノーフォークへ向かった。バージニア岬沖で4月まで各種試験を行う。その後ニューロンドンで主機のオーバーホールを行い、ニューイングランド南方での作戦活動を始める。9月28日にニューヨーク海軍工廠に入渠し変更、補修およびスペリー・ジャイロコンパスの装着が行われ、E-1 は水中試験艦のパイオニアとなった。E-1 は加えて水中での無線通信実験も行った。
E-1 は大西洋艦隊潜水小艦隊に所属しニミッツ大尉の指揮の下、上記の機材の試験およびその他の重要な開発を担当した。ニミッツの経歴の全体にわたって、E-1 での各種開発は20世紀における科学的かつ技術的進歩の海軍への導入に重要な役割を果たした。そして、それらの多数が海軍によって開拓された。
10月14日、E-1 はノース・リバーでの観閲式においてジョージ・フォン・レンガーク・マイヤー海軍長官の観閲を受ける。
E-1 は重要な開発試験の継続と、大西洋艦隊との訓練を5年間継続し、1917年12月4日にニューポートを出航、別の任務のためアゾレス諸島に向かった。1918年1月12日からポンタ・デルガダとオルタの間を哨戒し、Uボートによるドイツの攻撃からそれらの島々を防衛した。9月17日にニューロンドンに帰還し、オーバーホール後 E-1 は新任の潜水艦乗員の訓練および聴音機材の実験を行った。
E-1 は1920年3月20日に予備役となり、4月22日にノーフォークに到着した。同地で1921年7月18日に通常任務に復帰し、9月17日にフィラデルフィアに向けて出航する。フィラデルフィアで1921年10月20日に退役し、1922年4月19日に売却された。